# 埔心 (桃園市大園區)
埔心，是臺灣桃園市大園區的一個傳統地域名稱，位於該區中部偏東南。相較於今日行政區，其範圍大致包括埔心里不含北部及東北部（桃園國際機場區域西北部及東北半部）、圳頭里最南端。

## 歷史
台灣清治末期至日治初期，埔心地區為一街庄，稱為「埔心庄」，隸屬於竹北二堡。該庄北邊西段與圳股頭庄為鄰，北邊東段及東邊隔埔心溪與大牛稠庄、大竹圍庄為界，南邊為新庄子庄、五塊厝庄，西邊隔新街溪與橫山庄為界。
1901年（日治明治三十四年）11月，全台廢縣廳改設二十廳，該庄隸屬於桃仔園廳。1903年（明治三十六年），改名桃園廳。1909年（明治四十二年）10月，合併二十廳為十二廳，該庄隸屬不變。1920年（大正九年），廢十二廳改設五州二廳，該庄改制為「埔心」大字，隸屬於新竹州桃園郡大園庄，大字下有「海豐坡」、「埔心」、「三塊厝」小字名。
戰後大園庄改制為大園鄉，隸屬於新竹縣，大字亦改制為村。1950年桃、竹、苗分治，大園鄉改隸屬於桃園縣。2014年12月，桃園縣升格為直轄桃園市，大園鄉改制為大園區，村亦改制為里。

## 聚落
本地區發展較早的聚落有海豐坡、車店、前庄仔、田尾、店仔（埔心）、竹圍、大庄、三塊厝、崁腳等，在日治期初期的官方地圖上已有記載。此外，本地區尚有海豐、大埔心、水斗、龍樹坑、大牛稠、王厝、車店埤等聚落。

## 交通
國道2號是桃園國際機場至國道3號鶯歌系統交流道的高速公路，又稱「機場支線」，其西北側端點位於埔心地區東北部邊界地帶的機場航站南路、北路交會處。由此向西南轉南南東再轉東南出境，可前往國道1號機場系統交流道、桃園、八德等地並止於國道3號鶯歌系統交流道。該道路在境內中部偏西北市道110號交會處設有大園交流道，在東南部邊界地帶省道台31線交會處設有大竹交流道。
省道台31線又稱「高鐵橋下桃園段道路」，是蘆竹至湖口與高鐵路廊的平面幹道，大致以東北—西南走向經過本地區東南邊界地帶。由該道路向東北經國道2號大竹交流道後可前往蘆竹的高鐵沿線各地，向西南繞過高鐵桃園站可前往中壢、新屋、楊梅、湖口的高鐵沿線各地。
市道110號是大園至新店的道路，大致以西北—東南走向轉縱向再轉西北—東南走向經過本地區。由該道路向西北轉北北西可前往大園市區北側並止於省道台15線路口，向東南可前往新庄子、桃園、鶯歌、三峽等地。
市道110甲線是三塊厝至宋屋的道路，其北側端點位於本地區東南部市道110號路口。由此向南出境後經省道台31線可前往國道1號內壢交流道、中壢、宋屋並止於省道台1線路口。
區道桃5線是頭前至埔心的道路，其西南側端點位於本地區東部埔心聚落的市道110號路口。由此向東北出境後可前往大牛稠、菓林、頭前並止於市道108號路口。

## 學校
- 大園國中（大部分）
- 埔心國小